# Ingusjien
Ingusjien (på ryska Республика Ингушетия, Respublika Ingusjetija; på ingusjiska ГIалгIай Мохк, Ghalghaj Mochk) är en delrepublik i Ryssland. Den ligger i norra Kaukasus och gränsar till de ryska delrepublikerna Tjetjenien i öster, Nordossetien i väster och Kabardinien-Balkarien i nord-väster samt till Georgien i söder. Befolkningen uppgår till över 500 000 invånare.
Republikens huvudstad är sedan december 2002 Magas; dessförinnan var huvudstaden Nazran. Andra stora städer är Malgobek och Karabulak. Republikens president var Murat Zjazikov 2002~2008, som efterträddes av generalen Junus-Bek Jevkurov 2008-2018. 
Majoriteten av befolkningen är ingusjier. Under det andra tjetjenska kriget har Ingusjien tagit emot hundratusentals tjetjenska flyktingar.

## Geografi
Engelskspråkig karta över Ingusjien och grannrepublikerne i Kaukasusområdet. Ingusjien är utmärkt som Ingushetia.